# Pierre Béguigné
Pierre Alexandre Béguigné, né à Paris  le 4 février 1908 et décédé à Versailles le 1er mars 2009, est un maître de chapelle, chef de chœur, organiste français. Il est le fondateur de la Manécanterie des Petits Chanteurs de Versailles.

## Parcours
Pierre Béguigné entre en 1922 à l'École Niedermeyer où il apprend le piano avec Jean Courbin, l'harmonie avec Henri Defossé et l'orgue avec Henri Mulet. En 1926, il est auditeur de la classe de Marcel Dupré au Conservatoire de Paris lorsqu'il est nommé à l'orgue de l'église Notre-Dame de l'Assomption de Bougival (Yvelines). En 1930, il devient organiste et maître de chapelle de l'église Saint-Romain de Sèvres (Hauts-de-Seine). En 1942, il devient maître de chapelle à l'église Notre-Dame de Versailles où il restera quarante ans. En 1946, il fonde la Manécanterie des Petits Chanteurs de Versailles, membre des Fédérations nationales et internationales des Pueri Cantores (fondées par Mgr Maillet). En 1980 il prend sa retraite laissant sa place à Jean-François Frémont.
Son parcours est décrit en détail sur le site Musica et Memoria.